# Downtown Hotel
Le Downtown Hotel est un hôtel situé à l'angle de la Deuxième Avenue et de la Rue Queen à Dawson, au Yukon, au Canada. Il contient 34 chambres. L'hôtel est célèbre pour sa boisson nommée Sourtoe Cocktail (litt. le « cocktail à l'orteil acide »), qui contient un véritable orteil humain momifié,,.

## Sourtoe Cocktail
Le Sourtoe Cocktail a été introduit en 1973. On rapporte que plus de 69 000 clients ont tenté le mélange. Un orteil est embaumé dans du gros sel pendant 6 mois avant d’être servi dans une boisson alcoolique. Un verre coûte 5 dollars (2017). La boisson est servie tous les soirs entre 21 et 23 heures (Toe time). Traditionnellement, l'orteil pouvait être mis en bouche puis recraché. Aujourd'hui, l'orteil doit toucher le bout des lèvres mais ne doit pas être croqué ou avalé. À l'origine, l'orteil était servi dans du champagne, mais il est servi aujourd'hui avec l'alcool de son choix.
Selon la légende, un musher, Louie Liken, trafiquant d'alcool à l'époque de la Prohibition dans les années 1920, fuyait la police à cheval du Nord-Ouest en plein hiver, lorsqu'il se serait gelé les pieds. Il aurait demandé à son frère Otto d'amputer à la hache son gros orteil afin d'éviter que la gangrène se propage. Préalable à cette opération sans anesthésie, il se serait saoulé au rhum. Les frères auraient conservé cet orteil dans la jarre d'alcool en guise de souvenir. Cette légende veut que la jarre aurait été retrouvée en 1973 par Dick Stevenson (1930 - 21 novembre 2019), barman de Dawson City, connu sous le surnom de « Capitaine Dick ». Stevenson, après avoir trouvé un orteil humain gelé préservé dans un pot qui traînait dans la cabane qu'il venait d’acheter, lance la légende du Sourtoe Cocktail dans le bar au cours d'une soirée arrosée avec ses amis, en racontant qu'il aurait découvert l'orteil dans le chalet abandonné des Liken,,.
Un client a volontairement avalé l'orteil en 2013, mais l'orteil fut remplacé. Le barman Terry Lee dit que l'hôtel espère recevoir le don d'un autre orteil humain, parce que huit orteils (2017) ont été endommagés, volés, avalés, ou perdus au fil des décennies,. À la suite de cet incident, le Downtown Hotel lance un appel aux dons sur son site et sur ses menus,. En juin 2017, un homme vole un orteil. Le propriétaire du Downtown Hotel porte plainte et la police se met à la recherche du voleur,. L'orteil volé est retourné par voie postale quatre jours plus tard.  
En mai 2019, le coureur britannique Nick Griffiths donne au Downtown Hotel deux des trois orteils qu'il vient de perdre à la suite d'engelures,.